# Xuanhuaceratops
Xuanhuaceratops ("rohatá tvář z oblasti Xuanhua") byl rod marginocefalního dinosaura, žijícího v období pozdní jury na území dnešní Číny. Patřil do čeledi Chaoyangsauridae a je jedním z nejstarších dnes známých ceratopsianů.

## Objev a popis
Fosilie typového exempláře byly objeveny v provincii Che-pej v severovýchodní Číně. Tento dinosaurus byl formálně popsán ve vědeckém periodiku Acta Geologica Sinica čínským paleontologem Zhao Xijinem a jeho kolegy v roce 2006. Byl jedním z vůbec nejmenších známých rohatých dinosaurů, dosahoval délky jen kolem 60 cm až 1 metru a hmotnosti asi 6 kg.